# بالومينو (رواية)
بالومينو هي إحدى روايات الروائية الأمريكية دانيال ستيل (بالإنجليزية Palomino) ووهي من الروايات الرومانسية.

## نبذة قصيرة
تدور أحداث الرواية عن امرأة شابة شقراء ذات شعر رمادي تكاد تشبه الخيول المعروفة باسم بالومينو. تنفصل عن زوجها الذي كان يغار من نجاحها وتذهب للاستجمام في رحلة إلى مزرعة خيول تملكها عمة إحدى صديقاتها حيث تقع في الحب من جديد مع راعي بقر من طبقة اجتماعية مختلفة عنها تماما.